# Pristimantis lymani
Pristimantis lymani es una especie de anfibio anuro de la familia Craugastoridae.
Se distribuyen por la vertiente del Pacífico de los Andes del sur de Ecuador y el norte del Perú, en altitudes entre 450 y 3200 m.
Habita en los bosques montanos, sub-páramos y páramos.
Está amenazada por la pérdida de su hábitat natural.